# Indophantes
Indophantes Saaristo & Tanasevič, 2003 è un genere di ragni appartenente alla famiglia Linyphiidae.

## Distribuzione
Le dodici specie oggi note di questo genere sono state rinvenute in Asia (India, Nepal, Borneo, Sumatra, Pakistan e Cina): la specie dall'areale più vasto è la I. digitulus, reperita in località dell'India, Nepal e Pakistan.

## Tassonomia
Per la determinazione delle caratteristiche della specie tipo sono tenute in considerazione le analisi sugli esemplari di Indophantes kalimantanus Saaristo & Tanasevič, 2003.
Dal 2011 non sono stati esaminati esemplari di questo genere.
A dicembre 2012, si compone di 12 specie:
- Indophantes agamus Tanasevič & Saaristo, 2006 — Nepal
- Indophantes barat Saaristo & Tanasevič, 2003 — Sumatra
- Indophantes bengalensis Saaristo & Tanasevič, 2003 — India
- Indophantes digitulus (Thaler, 1987) — India, Pakistan, Nepal
- Indophantes halonatus (Li & Zhu, 1995) — Cina
- Indophantes kalimantanus Saaristo & Tanasevič, 2003[3] — Borneo
- Indophantes kinabalu Saaristo & Tanasevič, 2003 — Borneo
- Indophantes lehtineni Saaristo & Tanasevič, 2003 — Borneo
- Indophantes pallidus Saaristo & Tanasevič, 2003 — India
- Indophantes ramosus Tanasevič, 2006 — Cina
- Indophantes sumatera Saaristo & Tanasevič, 2003 — Sumatra
- Indophantes tonglu Tanasevič, 2011 — India